# Tottie Goldsmith
Caroline Tottie Goldsmith (Melbourne, 27 de agosto de 1962) es una actriz y cantante australiana, conocida por haber interpretado a Cassandra Freedman en la serie Neighbours.

## Biografía
Tottie es hija del productor Brian Goldsmith y la actriz Rona Newton-John, es hermana de Fiona Goldsmith (maestra de yoga), Brett Goldsmith (músico/fotógrafo), Jason Goldsmith (trabajador en tecnología de información), Sasha Goldsmith (empresaria de vinos), Briony Goldsmith (nutrióloga), Charlie Goldsmith (dueño de una empresa de imprentas), Elizabeth Goldsmith y Emerson Newton-John (conductora de carreras).
Es sobrina de la actriz Olivia Newton-John y del doctor Hugh Newton-John.
Su prima es la actriz Chloe Lattanzi.
Su bisabuelo fue el físico alemán y ganador del premio nobel, Max Born.
Tottie estuvo casada con el esquiador australiano Steven Lee, con quien tuvo una hija Layla Rose Lee-Curtis.
Salió con el presentador de televisión Richard Wilkins.
En el 2007 salió con el empresario Mark Tucker, sin embargo la relación terminó.
Tottie salió por dos años con el empresario James Mayo, la pareja terminó pero regresó a finales del 2007, en enero del 2008 anunciaron que estaban comprometidos, sin embargo en noviembre del 2009 la pareja terminó.
En el 2011 Tottie comenzó a salir con Ash Hamilton.

## Carrera
En 1984 apareció como invitada en varios episodios de la exitosa serie Prisoner donde dio vida a la reclusa Gloria Payne.
En 1986 se unió al elenco de la serie Fire donde interpretó a la bombera Marilyn "Tex" Perez.
En el 2004 apareció en la serie policíaca Blue Heelers donde dio vida a Faye Tudor. Ese mismo año apareció en la serie Stinger donde interpretó a Rowena Wylie en el episodio "The Contract", anteriormente había aparecido por primera vez en la serie en el 2001 donde interpretó a Olivia Gibson durante el episodio "Reunion". 
En el 2009 apareció como invitada en varios episodios de la serie australiana Neighbours donde dio vida a Cassandra Noble-Freedman, la madre de Donna Freedman hasta ese mismo año luego de que su personaje fuera echado de Erinsborough.
En el 2010 apareció en la serie Satisfaction donde interpretó a Ava.
En el 2011 dio vida a Janelle en un episodio de la serie Housos.

## Problemas con la ley
El 22 de enero de 2011 Tottie fue detenida por supuestamente tener en su posesión cocaína durante una fiesta en Portsea, Victoria.

## Filmografía

### Series de televisión
| Año         | Título                   | Personaje            | Notas                                        |
| ----------- | ------------------------ | -------------------- | -------------------------------------------- |
| 2011        | Housos                   | Janelle              | episodio "Melbourne"                         |
| 2010        | Satisfaction             | Ava                  | episodio "Staples, Guns and Roses"           |
| 2009        | Neighbours               | Cassandra Freedman   | 23 episodios                                 |
| 2008        | Swift and Shift Couriers | Andrea Walsh         | episodio "The Safety Inspector"              |
| 2008        | Canal Road               | Natalie Banks        | episodio # 1.4                               |
| 2005        | The Secret Life of Us    | Mrs. Corman          | episodio "Rocks and Chameleons"              |
| 2004        | Blue Heelers             | Faye Tudor           | 3 episodios                                  |
| 2004        | Stingers                 | Rowena Wylie         | episodio "The Contract"                      |
| 2003 - 2004 | The Footy Show           | -                    | -                                            |
| 2001        | Pizza                    | -                    | episodio "Melbourne Pizza"                   |
| 1999        | Law of the Land          | Sarah                | episodio "Winner Take All"                   |
| 1996        | Fire                     | Marilyn "Tex" Perez  | 13 episodios                                 |
| 1996        | Twisted Tales            | Vanessa Condor       | episodio "Bonus Mileage"                     |
| 1996        | Shark Bay                | -                    | episodio "Melbourne"                         |
| 1991        | Pugwall                  | Miss Arnott          | episodio "Orange Crush"                      |
| 1991        | All Together Now         | Charlie              | episodio "Look What They've Done to My Song" |
| 1990        | G.P.                     | Bernadette Wentworth | episodio "Border of the Heart"               |
| 1989        | Mission: Impossible      | Princesa Elaine      | episodio "1986 Saturdee"                     |
| 1986        | Prime Time               | Jamie                | -                                            |
| 1985        | The Henderson Kids       | Glynnis Wheeler      | episodio "Nature's Way: Part 2"              |
| 1984        | Prisoner                 | Gloria Payne         | 8 episodios                                  |
| 1982, 1983  | The Young Doctors        | Toni Sheffield       | 2 episodios                                  |
| 1983        | Starting Out             | Trixie Sheldon       | -                                            |

### Películas
| Año  | Título                         | Personaje     | Notas |
| ---- | ------------------------------ | ------------- | --- |
| 2014 | Fists of Blood                 | -             | junto a Caitlin Stasey, Ian Roberts, Gary Sweet y Brad J. McBride                                          |
| 2013 | Across Town                    | Susan         | corto - junto a Troy Davis, Christopher Millington y Robert Plazek                                         |
| 2012 | Jack Irish: Bad Debts          | Jackie Pixley | junto a Guy Pearce, Marta Dusseldorp, Roy Billing, Shane Jacobson, Colin Friels, Steve Bisley y Emma Booth |
| 2011 | Underbelly Files: Infiltration | Sarah Herlihy | junto a Sullivan Stapleton, Valentino del Toro, Jessica Napier y Roy Billing                               |
| 2005 | Life                           | Anita         | junto a Vince Colosimo, Genevieve O'Reilly, Nadia Townsend, Jane Hall, Jacek Koman y Damian Walshe-Howling |
| 2003 | Visitors                       | Casey         | junto a Radha Mitchell, Susannah York, Ray Barrett, Dominic Purcell y Christopher Kirby                    |
| 2002 | Signs of Life                  | Susan         | junto a Bruce Hughes, Randall Berger, Terence Donovan y Cecelia Specht                                     |
| 1994 | The Intruder                   | Vicki         | junto a Lachy Hulme, Paul Moder, Greg Parker y Dale Stevens                                                |

### Teatro
| Año  | Obra                  | Personaje | Director (a)  | Teatro            | Notas                                                                     |
| ---- | --------------------- | --------- | ------------- | ----------------- | ------------------------------------------------------------------------- |
| 2001 | The Vagina Monologues | -         | -             | Athenaeum Theatre | junto a Lisbeth Gore y Fiona Horne                                        |
| 1998 | Grease                | -         | David Gilmore | -                 | junto a Michael Cormick, Craig McLachlan, Dannii Minogue y Doug Parkinson |